# Aquilaria apiculata
Aquilaria apiculata Merr. – gatunek należący do rodziny wawrzynkowatych. Występuje naturalnie na Filipinach.

## Rozmieszczenie geograficzne
Rośnie naturalnie w Filipinach, na wyspie Mindanao.

## Biologia i ekologia
Naturalnym habitatem są suchy i omszałe lasy na wysokości 1100–1800 m n.p.m.

## Zastosowanie
Drewno tego gatunku nosi handlową nazwę agar (ang. agarwood). Drewno bywa często atakowane przez grzyby lub bakterie. Drewno zainfekowane pasożytem wydziela woń – olej ochronny, który występuje na rannych obszarach (korzenie, gałęzie lub pień), które stopniowo stają się twardsze i zmieniają barwę na ciemnobrązową lub czarną.
Agar jest wykorzystywany w produkcji perfum oraz w medycynie tradycyjnej. Ze względu na kosztowny i pracochłonny proces ekstrakcji jest ono bardzo drogie. Minimum 20 kg niskiej jakości drewna żywicznego potrzebne jest do wytworzenia 12 ml oleju agarowego. Najwyższej jakości olej otrzymywany jest z drzew starszych niż 100 lat. Sprzedaż perfum opartych na tym ekstrakcie rośnie z roku na rok. 
Ważnym zastosowaniem drewna tego gatunku jest produkcja kadzidła. Agar jest także afrodyzjakiem, zarówno w postaci olejku, jak i kadzidła. Są to na ogół lokalne zastosowania, ale olej jest również sprzedawany w aptekach wietnamskich do użytku wewnętrznego. W medycynie chińskiej wykorzystuje proszku z drewna w leczeniu marskości wątroby oraz innych dolegliwości. Ma zastosowanie również w leczeniu nowotworów płuc i żołądka.